# Beatriz Costa
Beatriz Costa, pseudónimo de Beatriz da Conceição (Mafra, Milharado, 14 de dezembro de 1907 – Lisboa, Coração de Jesus, 15 de abril de 1996), foi uma atriz, cantora e escritora portuguesa, conhecida pelos filmes em que participou durante a era de ouro do Cinema Português, que a consagraram como ícone da cultura popular lusa.

## Biografia

### Infância e juventude

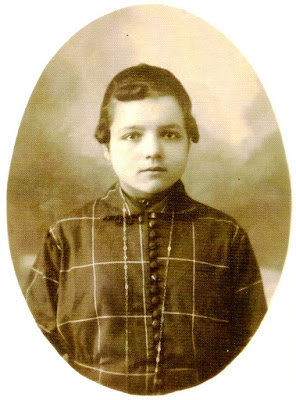
Beatriz Costa aos 12 anos em Tomar (1920).

Beatriz Costa nasceu a 14 de dezembro de 1907, na pequena aldeia da Charneca, freguesia do Milharado, concelho de Mafra, no seio de uma família humilde, filha de António Isidoro, moleiro, natural da freguesia de Pereiro de Palhacana, Alenquer, e de Claudina da Conceição, natural da referida aldeia da Charneca.
Em 1912, com apenas 4 anos, os pais separam-se e vem com a mãe para Lisboa. Com o início da Primeira Grande Guerra, a mãe emprega-se como costureira no Casão Militar, tendo, pouco tempo depois, ido para Figueiró dos Vinhos, onde Beatriz alegadamente serviu de modelo para o pintor José Malhoa, numa pintura a óleo onde apresentava tranças, um laço e gola de guipura. Naquela localidade, a mãe conhece o seu primeiro padrasto, Manuel Jorge, natural do Casal de São Simão e militar do Regimento de Infantaria n.º15, tendo o casamento ocorrido em Tomar, onde estava sediado o regimento. Aos 6 anos vai para Tomar, onde permanece até aos 12. Teria sido nesta época, na sua pré-adolescência, que a jovem Beatriz teria sido "levada, para servir de aperitivo, a certos senhores que a acariciavam". Em virtude de uma nova separação, vem para Lisboa em 1920, numa carroça de lavadeiras, passando a primeira noite com a mãe num banco da Avenida da Liberdade, indo depois residir à Costa do Castelo. Beatriz trabalhou como ajuntadeira, empregada doméstica e bordadeira. Aprendeu a ler e a escrever sozinha, aos 13 anos.
Fernando Pereira seria o seu segundo padrasto, que lhes proporcionou melhores condições de vida, mudando de residência para as Avenidas Novas. Espectadora frequente do Parque Mayer, logo se enamorou pela ideia de pisar o palco e ter uma plateia que se levantasse para a aplaudir, o que não demorou a acontecer. Um cliente e amigo de um cabeleireiro vizinho do seu padrasto, fez chegar essa vontade à atriz Ema de Oliveira, que escreveu um bilhete de apresentação ao administrador do Teatro Éden.

### Início da carreira e primeira tournée (1923-1926)
Estreou-se aos 15 anos, em abril de 1923, na revista Chá e torradas, como corista no Teatro Éden. No ano seguinte, já escriturada na Companhia António Macedo, participa na revista Résvés, estreada a 22 de junho de 1924 no Teatro Maria Vitória, revelando-se um sucesso. Luís Galhardo, fundador do Parque Mayer, descobrindo o talento da jovem, atribui-lhe o nome oficial de Beatriz Costa. Nesse mesmo ano vai pela primeira vez em tournée ao Brasil, pela mão do empresário António Macedo, diretor artístico da sua companhia e José Loureiro, também empresário e diretor de vários teatros brasileiros.

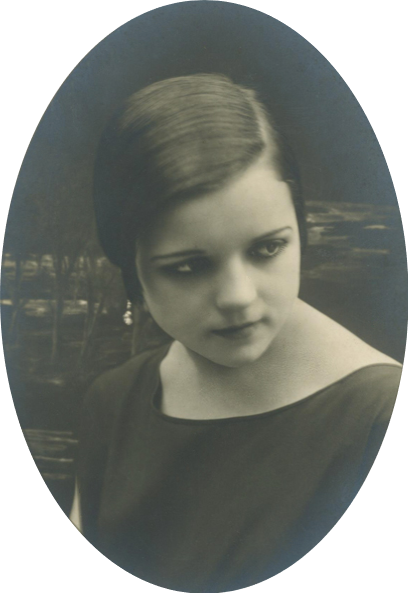
Beatriz Costa aos 18 anos (1926).

A atriz partiu de Lisboa com a Companhia Portuguesa de Revistas a 20 de julho, no paquete francês Lutetia, em cuja viagem apresenta um número que, tendo sucesso junto dos passageiros de diversas nacionalidades, bisa mais de uma vez. Aportando o navio no Rio de Janeiro a 4 de agosto, conclui a viagem de 16 dias para dar início à tournée. A estreia dá-se a 7 de agosto no Teatro República, num total de nove espetáculos inéditos em reprise, dos quais constam Fado corrido, Tiro ao alvo, Chá e torradas, Piparote, Aqui d'El Rei, Résvés, O 31, Tic-Tac e De capote e lenço, sendo a segunda fila da plateia reservada a críticos teatrais, como Mário Magalhães do jornal A Noite. Com o êxito alcançado na estreia, Beatriz Costa sai da segunda fila de coristas para arcar com responsabilidades maiores. No palco, ganha um lugar próximo à vedete Lina Demoel, desempenhando de seis a sete papéis em cada espetáculo, sendo-lhe aumentado o salário em 50% e oferecidos vestidos por conta da empresa, além de uma festa artística com renda bruta revertida a seu favor. De capote e lenço, o espetáculo de despedida, é encenado no dia 8 de dezembro. No dia 9 de dezembro, Beatriz Costa seguiu com a companhia para uma temporada nas cidades de São Paulo e Santos, retornando novamente para uma nova temporada no Rio de Janeiro, de onde regressa a Portugal a 14 de junho de 1925, já como atriz de nomeada.

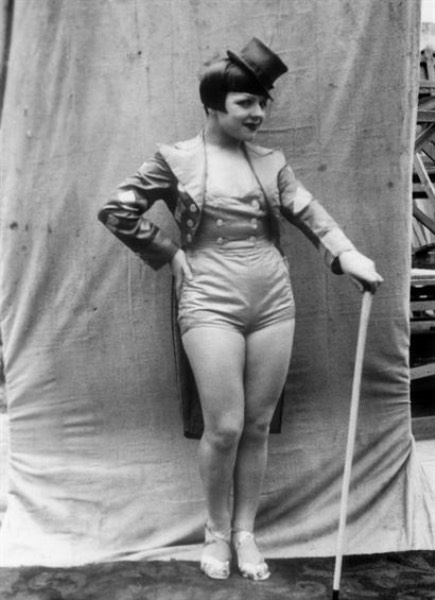
Beatriz como corista (década de 1920).

De volta a Lisboa, permanece na companhia de Macedo, estreando-se a 7 de julho no Teatro da Trindade, com a revista Desditosa pátria, ao lado de grandes nomes como Nascimento Fernandes e Cremilda de Oliveira. Em agosto vai ao Porto, apresentando o repertório da companhia no Teatro Sá da Bandeira. Em outubro ingressa na Nova Companhia de Opereta, residente no Teatro São Luiz, seguindo-se inúmeras atuações em operetas e zarzuelas como A canção do olvido, A montaria, Os gaviões, Flor do tojo, A moça de Campanilhas, A alsaciana e A pobre Valbuena, ao lado de, entre outros, Teresa Gomes. Por se considerar que o espaço do São Luiz é pequeno demais, a companhia muda-se em maio de 1926 para o Teatro Éden, seguindo-se, naquele espaço, as revistas Fox trot, Ólarila, Revista de Lisboa, Sete e meio e reprises de outras peças, com passagens pelo Teatro Apolo, Maria Vitória e São Luiz.
Depressa Beatriz se impôs pelo seu talento, comunicabilidade, alegria, inteligência e contundência. Uma sede muito grande de conhecimentos levou-a, desde logo, a tornar-se amiga de grandes vultos da nossa cultura, como Aquilino Ribeiro, Gago Coutinho, Ferreira de Castro, Miguel Torga, António Botto, Vieira da Silva, Agostinho da Silva, Mário Eloy, Vitorino Nemésio ou Stuart Carvalhais. A atriz tornou-se muito próxima de Hermínia Silva e considerou, mais tarde, que Palmira Bastos, foi a sua grande mestra.

### Apogeu da carreira no Teatro e Cinema (1927-1939)
Em 1927, talvez influenciada pelo furor que o corte à la garçonne popularizado por Louise Brooks provocou, estreou-se nos palcos com o novo corte de cabelo que se tornaria sensação entre as mulheres: o franjão. Já conhecida figura do meio artístico, a partir daí, como se diz em Portugal, toda a gente sabe o que significa ter uma franja à Beatriz Costa, que ganhou a alcunha de "Menina da franja". Em 1928 estreia-se no cinema mudo, nas curtas-metragens Fátima Milagrosa, onde dançou um tango com Manoel de Oliveira e O Diabo em Lisboa, ambos de Rino Lupo, representando nos dois filmes papéis de cabaré.

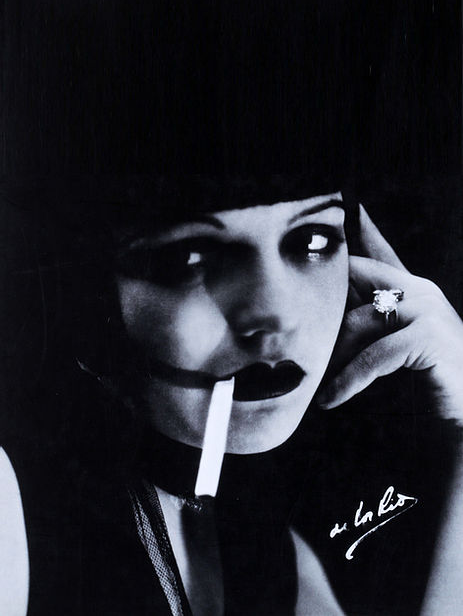
Beatriz Costa aos 20 anos (De Los Rios, 1928).

Ainda no mesmo ano ingressara na Companhia Eva Stachino, participando das revistas Carapinhada, Mártir do Calvário, Água fresca, Coração português, Mãe Eva/Eva no Paraíso, Pó de Maio e Manda quem pode, ao lado de, entre outros, Irene Isidro, Vasco Santana, Alice Ogando, Fernanda Coimbra e Maria das Neves, nos palcos do Teatro Variedades, Trindade e Apolo. Alcança um estrondoso êxito em Pó de Maio, com o celebrado número D. Chica e Sr. Pires, ao lado do ator Álvaro Pereira, o que lhe proporciona uma maior popularidade. Em junho de 1929 parte novamente para o Brasil com a Companhia Eva Stachino, onde, recebida com efusivas manifestações, representa no Rio de Janeiro as reprises de Pó de Maio, Mãe Eva/Eva do Paraíso e Carapinhada e as estreias de Lua de mel, Meia-noite e Mouraria. Novamente, a imprensa portuguesa noticiou o sucesso da atriz, relembrando a sua passagem pela América do Sul. Após breve incursão aos palcos de São Paulo, Beatriz é convidada por Procópio Ferreira, comediante de relevo no teatro brasileiro, para ficar a trabalhar no Rio integrando o elenco da sua companhia de comédias, mas a proposta seria recusada. Regressa em dezembro do mesmo ano.

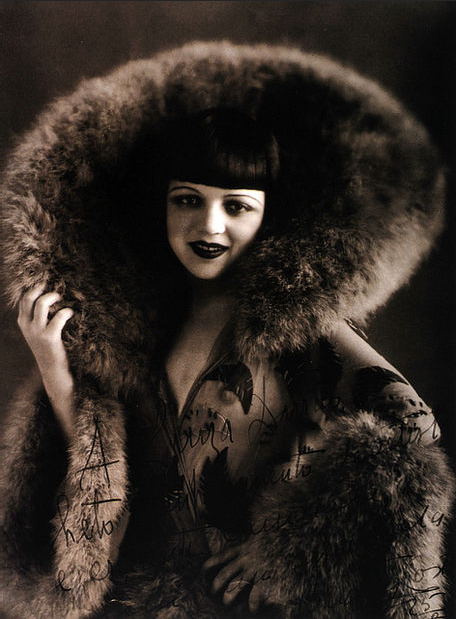
Beatriz Costa aos 20 anos (Silva Nogueira, 1928).

De regresso a Lisboa, deixa a companhia e é contratada por Corina Freire a participar já em 1930 nas revistas O cavaquinho, A bola e Pato marreco, no Teatro Avenida. No mesmo ano participa no filme Lisboa, Crónica Anedótica, de Leitão de Barros, onde aparece brevemente vestida de branco num mercado. Em dezembro, durante a visita a Lisboa de Ressano Garcia, subsidiário português da Paramount, recebe um convite para um contrato muito vantajoso para o papel de protagonista de A Minha Noite de Núpcias (adaptado do original Her Wedding Night, de Frank Tuttle), terceiro fonofilme português e que na versão portuguesa foi dirigido por Alberto Cavalcanti, a realizar-se em França e a estrear em 1931. Foi o seu primeiro grande papel no cinema, onde contracenou com Estêvão Amarante e Leopoldo Fróes. Regressando a Portugal das filmagens, entra na Companhia Emáus, com a qual representa no Variedades as revistas O Tareco, Pim-pam-pum, O canto da cigarra, Desculpa ó Caetano, Pirilau e realiza um dos seus primeiros travestis, um rapaz de rua, atrevido e bairrista, na revista O mexilhão.
Numa ida a Espanha, a convite da Casa da Imprensa de Badajoz para uma festa no Teatro López Ayola, obteve estrondoso êxito ao representar Burrié, sendo homenageada juntamente com os outros artistas portugueses que a acompanhavam. Em 1932 participa do reclame Beatriz Costa, Memorialista, instantâneos de vivacidade artística baseados nas Páginas das Minhas Memórias, testemunho de memórias da carreira da atriz publicadas na revista Cinéfilo, em jeito de entrevista, de maio a novembro daquele ano. A atriz desdobra-se em duas persoagens distintas.

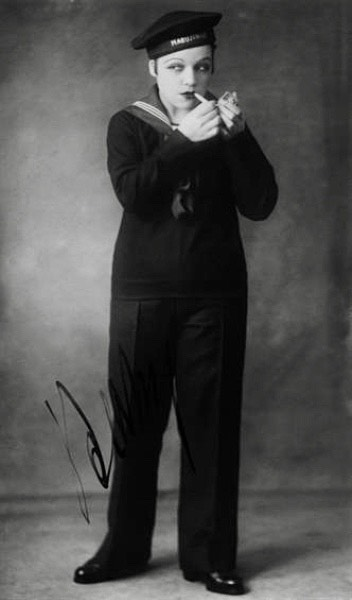
Beatriz Costa na revista O mexilhão (1932).

Em 1933 protagoniza o filme que consagrou a sua carreira e lhe legou um nível de popularidade e aclamação nacional que até então não tinha tido: A Canção de Lisboa, de Cottinelli Telmo, onde, ao lado de Vasco Santana e António Silva, representa a personagem "Alice Costa", ficando imortalizada a sua canção A agulha e o dedal. O filme estreia também no Brasil, com o mesmo êxito. A partir de 1933 passa por várias companhias teatrais como a Companhia Estêvão Amarante, Companhia Maria das Neves, Empresa José Loureiro, Grande Companhia da Revista e a sua própria, a Companhia Beatriz Costa, acumulando sucessos como Miss Diabo, Porto à vista, Santo António, Lua cheia, Café com leite, Bola de neve, O rapa, Há festa na Mouraria e Arre, burro! (que viria a ser um dos seus maiores sucessos em Portugal e no Brasil, apesar de censurada pelo Estado Novo). Em 1936 faz parte do elenco do filme O Trevo de Quatro Folhas, de Chianca de Garcia.

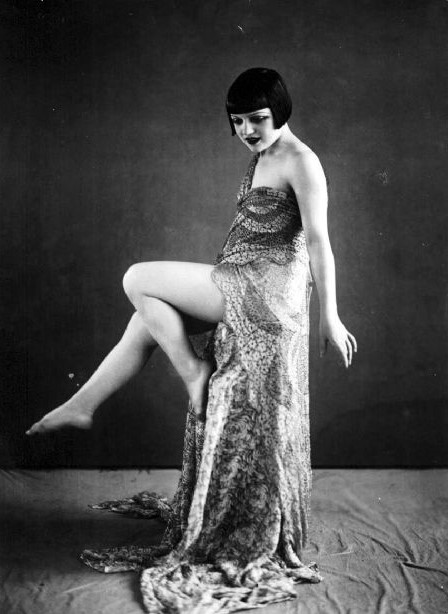
Beatriz Costa no Rio de Janeiro, aos 21 anos (1929).

Em 1937 Beatriz ganha, com Vasco Santana, os votos de preferência dos cinéfilos portugueses e são eleitos "Príncipes do Cinema". No mesmo ano retorna ao Brasil agora com a sua própria companhia, contratada pelo empresário José Loureiro, que, segundo diria mais tarde, "foi o degrau para a minha independência", apresentando no Teatro República sucessivamente as revistas Arre, burro!, Estrelas de Portugal, O Liró, Santo António, Sardinha assada e Água vai! O jornal A Batalha assinala na sua edição de 15 de outubro de 1937 a reprise da revista Arre, burro! (depois de quatro semanas de êxito ruidoso), que terá sido reclamada insistentemente por mais de mil pessoas que escreveram cartas e enviaram telegramas quer para Beatriz Costa quer para a empresa do Teatro República. Atua igualmente no Teatro Casino Antarctica em São Paulo, sob direção artística de Rosa Matheus e direção musical do maestro Antônio Lopes.
Em 1938 destaca-se nas revistas Ó meu rico São João, Pega-me ao colo e Sempre em pé, em cena no Variedades e no Sá da Bandeira do Porto. No mesmo ano inicia as filmagens daquele que seria o seu último filme, a estrear em 1939: Aldeia da Roupa Branca, de Chianca de Garcia, onde, ao lado de Óscar de Lemos e Elvira Velez, representa a personagem "Gracinda", também com grande êxito.

### Período no Brasil (1939-1949)
Em maio de 1939 parte novamente para o Brasil com a sua companhia (renomeada Companhia Portuguesa de Revistas Beatriz Costa). Julgava-se que por alguns meses, mas a Segunda Grande Guerra rebenta na Europa em setembro, o que a mantém do outro lado do Atlântico durante cerca de 10 anos, a qual considerou os melhores anos da sua vida.
Com a estreia do filme Aldeia da Roupa Branca no Brasil, a imprensa da época assinalou a presença do realizador português Chianca de Garcia no Rio de Janeiro aquando da sua estreia no Cinema Odeon, sendo referido o sucesso do filme em Espanha, Inglaterra, Suécia e Noruega (sendo o primeiro filme falado em língua portuguesa que atravessa essas fronteiras).

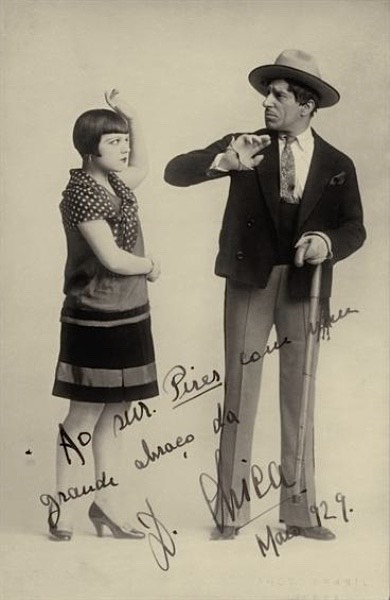
Beatriz Costa e Álvaro Pereira na revista Pó de Maio (Teatro da Trindade, maio de 1929).

Na primeira temporada, ainda sob a gerência do empresário José Loureiro, de junho a outubro de 1939, no Teatro República, apresenta nove revistas, em espetáculos por sessões. Faz também incursões teatrais às cidades de São Paulo e Campinas. Participa em três grandes campanhas publicitárias numa nova estratégia comercial que envolvia a imprensa, a rádio e o cinema. A primeira delas é uma promoção da Rádio Nacional e do jornal A Noite para um concurso popular de caricaturas da atriz, cujos traços devem ressaltar a sua famosa franja. Após o encerramento do prazo, uma exposição com 135 desenhos originais do concurso é inaugurada a 25 de maio de 1940 nas instalações da Rádio Nacional.

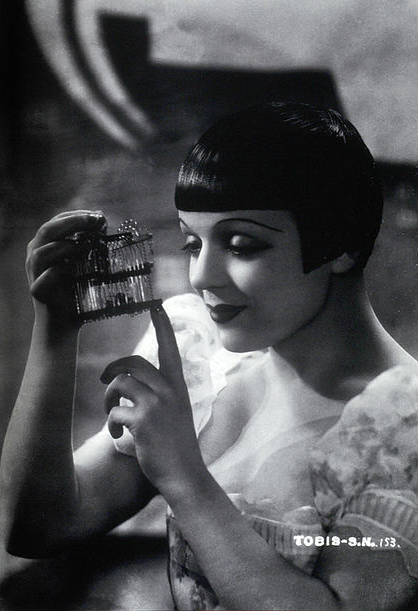
Beatriz Costa em filmagens da Tóbis (década de 1930).

De fevereiro a abril de 1940, a atriz faz uma tournée ao Rio Grande do Sul, apresentando-se nas cidades de Porto Alegre e Pelotas. Entre outubro de 1940 e fevereiro de 1941, contratada pelo empresário Joaquim Rolla, realiza espetáculos no Casino da Urca junto a Grande Otelo e outros artistas brasileiros e internacionais. Em 1941, atua também nas casas de diversões do empresário Félix Rocque, em Belém do Pará. Ainda no mesmo ano, participa em programas de rádio e grava discos na RCA Victor e na Columbia, interpretando marchas, sambas e canções típicas portuguesas. O seu primeiro disco incluía a marcha Não te cases Beatriz, de Antônio Almeida, Alberto Ribeiro e Arlindo Marques Júnior, em dueto com Léo Vilar, com acompanhamento do conjunto de Benedito Lacerda e do grupo vocal Anjos do Inferno e Beatrizinha, temas que faziam parte da banda sonora do filme Portuguesinha de Chianca de Garcia (que foi rodado no Brasil, com Beatriz Costa como protagonista, mas não chegou a ser concluído). O disco incluía igualmente gravações de canções como Tiroliro, A Cachopa Não é Sopa e Ai! Joaquim.
Em 1942, a atriz constitui a Companhia de Revistas Beatriz Costa com Oscarito, em parceria com o empresário português Celestino Moreira. A companhia inclui no seu repertório revistas, operetas e "burletas" (comédias musicais ligeiras). A estratégia empresarial é atingir não só o público brasileiro, mas principalmente os espectadores de nacionalidade portuguesa, distantes de seu país de origem e repletos de sentimento nostálgico pela pátria longínqua (pois as companhias portuguesas estavam impedidas de se deslocar ao Brasil devido à guerra). Em setembro de 1942, O Globo publica uma entrevista de Bandeira Duarte com Beatriz Costa com a sugestiva manchete: "Beatriz nasceu duas vezes". Na ocasião, a atriz declara: "Eu nasci em Portugal (…) Mas a Beatriz Costa que vocês conhecem nasceu aqui, no Brasil. Foi baptizada num palco brasileiro… O primeiro punhado de sal português e a primeira salva de palmas brasileira são as minhas duas certidões de nascimento, dando-me direito a duas pátrias." Em 1945, no intervalo da peça A cobra tá fumando foi inaugurada no átrio do Teatro João Caetano uma placa de bronze oferecida a Beatriz Costa e Oscarito pelos cronistas e autores teatrais em homenagem aos 19 meses de triunfos dos dois atores.
Beatriz Costa casou a 18 de fevereiro de 1947, no México, com o escritor, poeta e escultor arménio Edmundo Gregorian, de quem se divorcia dois anos depois. Não voltou a casar-se nem deixou descendência. Em 1949 realiza a sua última digressão ao Brasil, com direção geral de Chianca de Garcia, na revista Mão Bôba, no Teatro Carlos Gomes.

### Regresso a Portugal e últimos anos

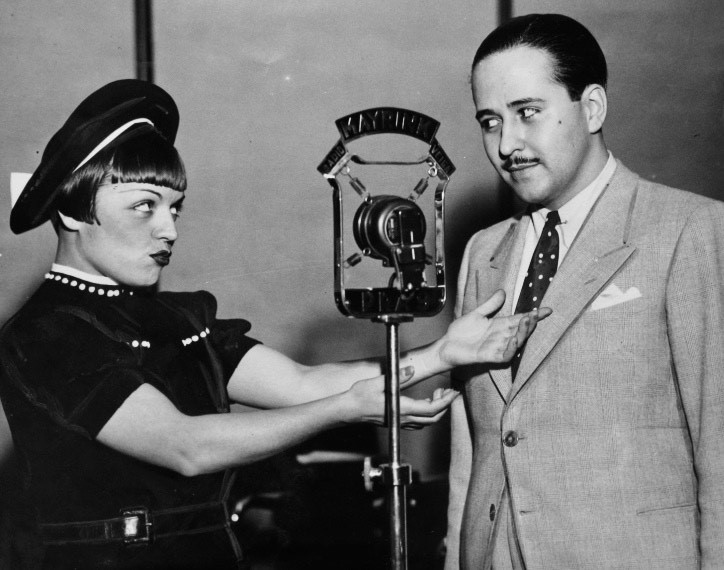
Beatriz Costa e César Ladeira na Rádio Mayrink Veiga (Rio de Janeiro, década de 1930).

Em 1949, voltou a Portugal para ser a estrela de uma revista apropriadamente chamada Ela aí Está!, estreada a 21 de fevereiro de 1950 no Teatro Avenida, que depois seguiu para o Coliseu do Porto e Teatro Avenida de Coimbra, o que foi um acontecimento notável. No mesmo ano participa também na peça O processo de Mary Matos, espetáculo de homenagem a Maria Matos. No entanto, na década de 1950, como recorda Luís Francisco Rebello, "tinha havido uma guerra, os tempos eram outros e o espírito da revista tinha mudado. Ela ainda fez umas quantas revistas entre 1949 e 1960, mas já não era a mesma coisa, aqueles números tinham sido escritos para a Beatriz Costa dos anos 30, e já não funcionavam tão bem nos anos 50." Mesmo assim, as revistas tiveram sempre sucesso. Beatriz Costa ainda fez uma digressão a África, regressou várias vezes ao Brasil e em 1960 despediu-se dos palcos, na revista Está Bonita a Brincadeira, no Teatro Avenida, com a Empresa Giuseppe Bastos e Vasco Morgado.

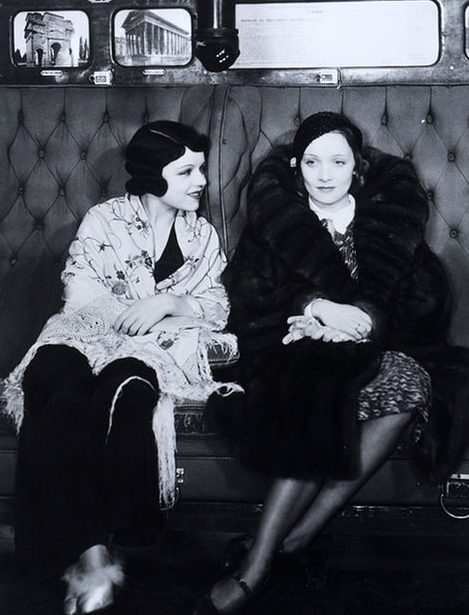
Beatriz Costa e Marlene Dietrich (1931).

Depois da última revista, começou a viajar pelo Mundo, parando em prestigiados festivais de teatro e conhecendo personalidades como Orson Welles, John Ford, Édith Piaf, Salvador Dalí, Sophia Loren, Hassan II de Marrocos, Pablo Casals e Picasso. Sobre Marlene Dietrich, diria: "Foi minha amiga. Ela cozinhava, eu e a Greta Garbo lavávamos a loiça." Museus, monumentos, exposições, feiras, locais de culto, paisagens de eleição tinham nela uma admiradora incondicional. Registou nos seus livros muitas das observações, das aventuras, dos deslumbramentos então sentidos.
Beatriz Costa, que fora sempre um espírito rebelde e independente, mostrou-se sempre avessa a fixar-se em sítios e a ligar-se a objetos e a casas. Daí ter escolhido para residir, em Lisboa, o Hotel Tivoli, onde ocupava o quarto número 600, no 6.º andar, pelo qual pagava uma quantia simbólica e onde residiu durante mais de 40 anos. A vida do Hotel cortava-lhe o peso da solidão e, no seu ambiente requintado, encontrava o convívio e a diversidade de contactos necessários à sua comunicação. Beatriz Costa era uma energia a encher o vasto hall do Tivoli com as suas gargalhadas, ironias e contundências. Revelou-se também uma excelente investidora (vivia de rendimentos de um imóvel, após perder uma vasta carteira de ações em 1975) e administradora. Isso permitiu-lhe apoiar, com discrição, inúmeras instituições e pessoas, especialmente os sem-abrigo.

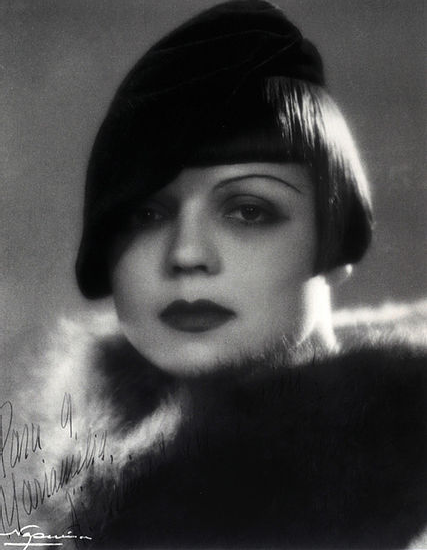
Beatriz Costa aos 27 anos (Silva Nogueira, 1935).

A Jorge Amado deveu a sua estreia nas letras, tendo-lhe ele escrito o prefácio para o primeiro livro: Sem Papas na Língua (1975). A esse trabalho, um best-seller em Portugal e no Brasil, seguiram-se Quando os Vascos eram Santanas… e Não Só (1977), Mulher sem Fronteiras (1981), Nos Cornos da Vida (1984), Eles e Eu (1990) e Saudades do Padeiro (1993). A sua enorme capacidade de observação, a sua prodigiosa memória, a sua graça, patentes nas obras em causa, explicam o sucesso que tiveram junto do grande público.
Em 1977 é editado pela EMI-Valentim de Carvalho um álbum que compila vários dos seus sucessos musicais e que em 1996 seria reeditado com o título Grande Marcha de Lisboa na Coleção Caravela da mesma editora. Apesar das muitas propostas para regressar aos palcos preferiu ficar longe deles por considerar o teatro de revista muito diferente do que era, por "estar decadente". Muitos foram também os convites para programas de televisão e, de facto, viria a participar como membro de júri no concurso Prata da Casa, apresentado por Fialho Gouveia e que visava lançar jovens no mundo do espetáculo, entre outras pequenas aparições.
Em 1993, a atriz viu serem-lhe dedicados um auditório em Mafra, o Cine-Teatro Beatriz Costa e um museu na Malveira, o Museu Popular Beatriz Costa. Essas iniciativas tocaram-na profundamente. A tal ponto que mandou erguer um jazigo no cemitério na Malveira, para mais tarde repousar. O museu guarda coleções de fotografias, programas, objetos pessoais, artesanato, manuscritos, cartas e autógrafos. Nele sobressaem obras oferecidas por, entre outros, Miguel Torga, Vieira da Silva, Rosa Ramalho e José Franco, conjuntos de bonecas, de miniaturas de burros e de recordações trazidas de quase todo o mundo. Diversos pintores e escultores retrataram-na em óleos, desenhos e bustos ali expostos, caso de Mário Eloy, Stuart Carvalhais, Árpád Szenes e Martins Correia.
Em 1994, a Câmara Municipal de Loures atribui-lhe a Medalha de Honra.

### Falecimento e posteridade

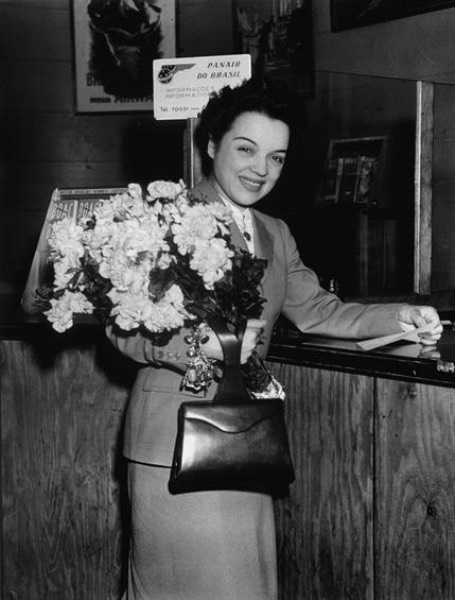
Beatriz Costa no Brasil (década de 1940).

Faleceu na manhã de 15 de abril de 1996, aos 88 anos de idade, no seu quarto do Hotel Tivoli, em Lisboa, sendo sepultada no cemitério da Malveira, cumprindo o seu último desejo.
Em 1999, é homenageada com o descerramento de placas na Charneca do Milharado, aldeia onde nasceu, e na Malveira, onde se encontra sepultada. Em 2002, o restaurante do Hotel Tivoli é baptizado com o nome de Beatriz Costa. É lançada também uma extensa fotobiografia.
Em 2007, o Museu Nacional do Teatro e da Dança lança um Álbum de Retratos de Beatriz Costa e, por ocasião dos 100 anos do seu nascimento, o Museu Municipal Raul de Almeida, de Mafra, assinalou a data com uma exposição.
O seu nome faz parte da toponímia de: Almada (freguesia de Charneca de Caparica), Amadora (freguesia de Alfragide), Cascais (freguesias de Alcabideche, Parede e São Domingos de Rana), Gondomar (freguesia de Rio Tinto), Loures (freguesias de Bucelas, Camarate e Unhos), Mafra (freguesias de Mafra, Malveira, Milharado e Venda do Pinheiro), Moita, Odivelas (freguesias de Caneças, Odivelas, Pontinha e Ramada), Pombal, Portimão, Seixal (freguesia de Corroios), Sesimbra (freguesia do Castelo), Sintra (freguesia de Algueirão-Mem Martins), Tavira (freguesia de Santa Maria), Trofa (freguesia de São Romão do Coronado), Vila Franca de Xira (freguesias de Vialonga e Vila Franca de Xira) e Vila Nova de Famalicão (freguesia de Louro).

## Filmografia
| Ano  | Filme                       | Personagem                            | Referências |
| ---- | --------------------------- | ------------------------------------- | ----------- |
| 1928 | Fátima Milagrosa            | Cantora do cabaré                     | [ 2 ] [ 3 ] |
| 1928 | O Diabo em Lisboa           | Mulher no cabaré                      | [ 2 ] [ 3 ] |
| 1930 | Lisboa, Crónica Anedótica   | Rapariga de vestido branco no mercado | [ 2 ] [ 3 ] |
| 1931 | A Minha Noite de Núpcias    | Gilberta                              | [ 2 ] [ 3 ] |
| 1932 | Beatriz Costa, Memorialista | Ela própria                           | [ 2 ] [ 3 ] |
| 1933 | A Canção de Lisboa          | Alice Costa                           | [ 2 ] [ 3 ] |
| 1936 | O Trevo de Quatro Folhas    | Manuela/Rosita                        | [ 2 ] [ 3 ] |
| 1939 | Aldeia da Roupa Branca      | Gracinda                              | [ 2 ] [ 3 ] |

## Televisão
| Ano  | Programa               | Personagem  | Referências |
| ---- | ---------------------- | ----------- | ----------- |
| 1980 | Património, o que é?   | Ela própria | [ 2 ]       |
| 1980 | Prata da Casa          | Ela própria | [ 2 ]       |
| 1981 | E o Resto São Cantigas | Ela própria | [ 2 ]       |
| 1982 | A Imagem das Letras    | Ela própria | [ 2 ]       |
| 1983 | O Foguete              | Ela própria | [ 2 ]       |
| 1991 | Regresso ao Passado    | Ela própria | [ 2 ]       |

## Obras
- Sem Papas na Língua (1975)
- Quando os Vascos Eram Santanas… e Não Só (1977)
- Mulheres Sem Fronteiras (1981)
- Nos Cornos da Vida (1984)
- Eles e Eu (1990)
- Saudades do Padeiro (1993)